# 和貴宮神社
和貴宮神社（わきのみやじんじゃ）は、京都府宮津市宮本に所在する神社。社格は旧村社。
旧宮津城下町の西堀川を堺に東西に分かれる東地区の氏神である。江戸時代には宮津城下町の町人の社として栄え、社の玉垣には北前船の往来などによって西日本一帯から参詣した豪商らの名が残る。

## 祭神
当初は籠神社の祭神の豊受毘売神を合祀していた。現在に至って、祭神は豊受毘売神、我野姫命、天御中主神、海津見神、猿田彦神とされる。ほかにも天之水分神、国常立尊、天照大神、伊邪那岐神、伊邪那美神を祀るとされる。
- 天御中主神
- 豊受毘売神
- 国常立尊
- 天之水分神
- 天照大神
- 伊邪那岐神
- 伊邪那美神
- 海津見神
- 猿田彦神
- 我野姫命

## 歴史

### 創建
創建時期は不明とされるが、境内の記念碑によれば1421年（応永28年）に社殿が創建されている。社蔵の1713年（正徳3年）の棟札に記された沿革によれば、1505年（永正2年）9月に田辺の大工・左衛門尉によって造営され、1612年（慶長17年）9月に田辺の清左衛門、1711年（正徳元年）と1713年（正徳3年）に宮津の富田又左衛門によって造営された。1712年（正徳2年）の火災で、社殿は一度失われ、古文書等は焼失している。

### 江戸時代

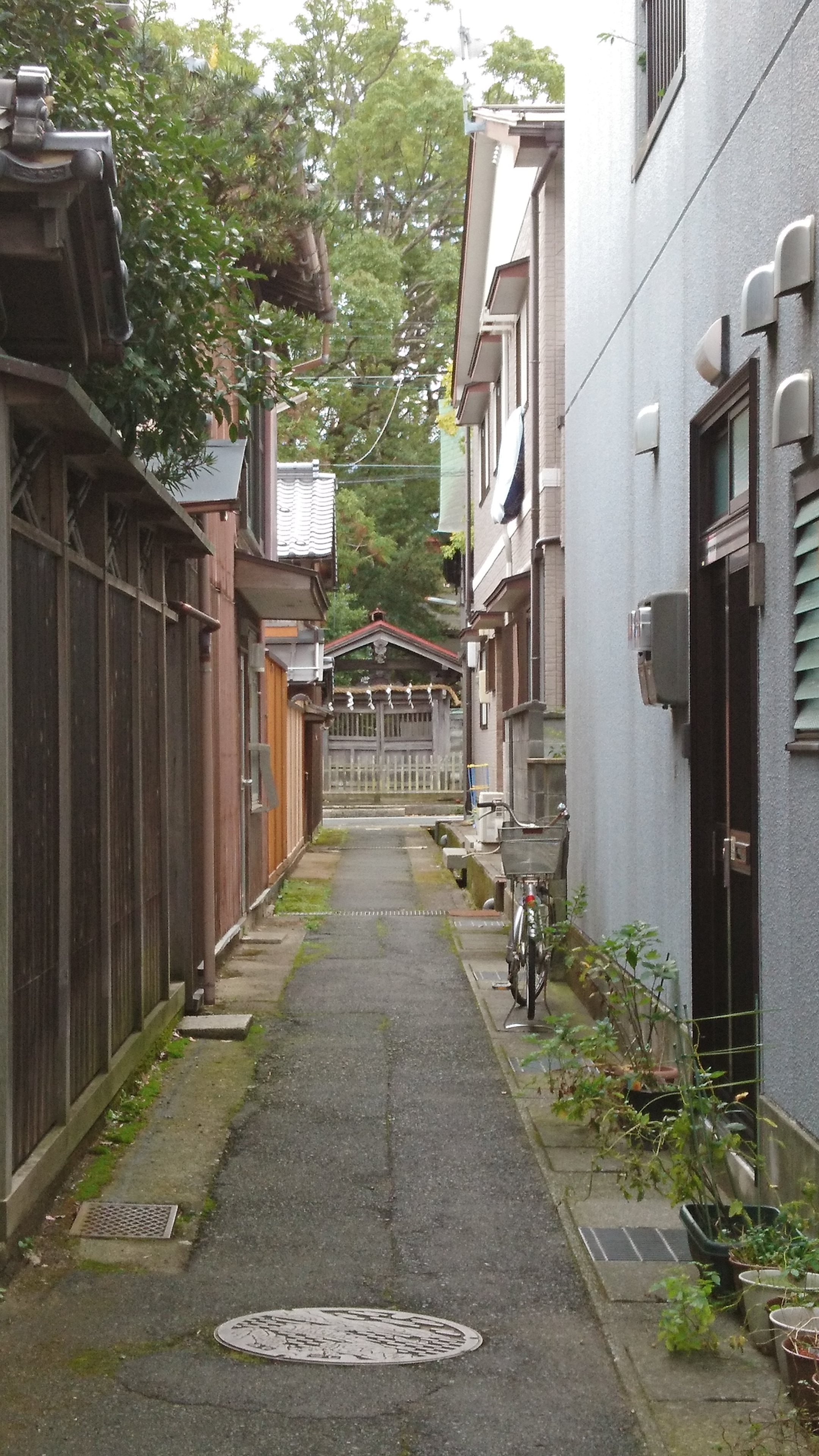
和貴宮神社の裏から海へまっすぐ通じる勘左衛門小路。写真つき当りが和貴宮神社

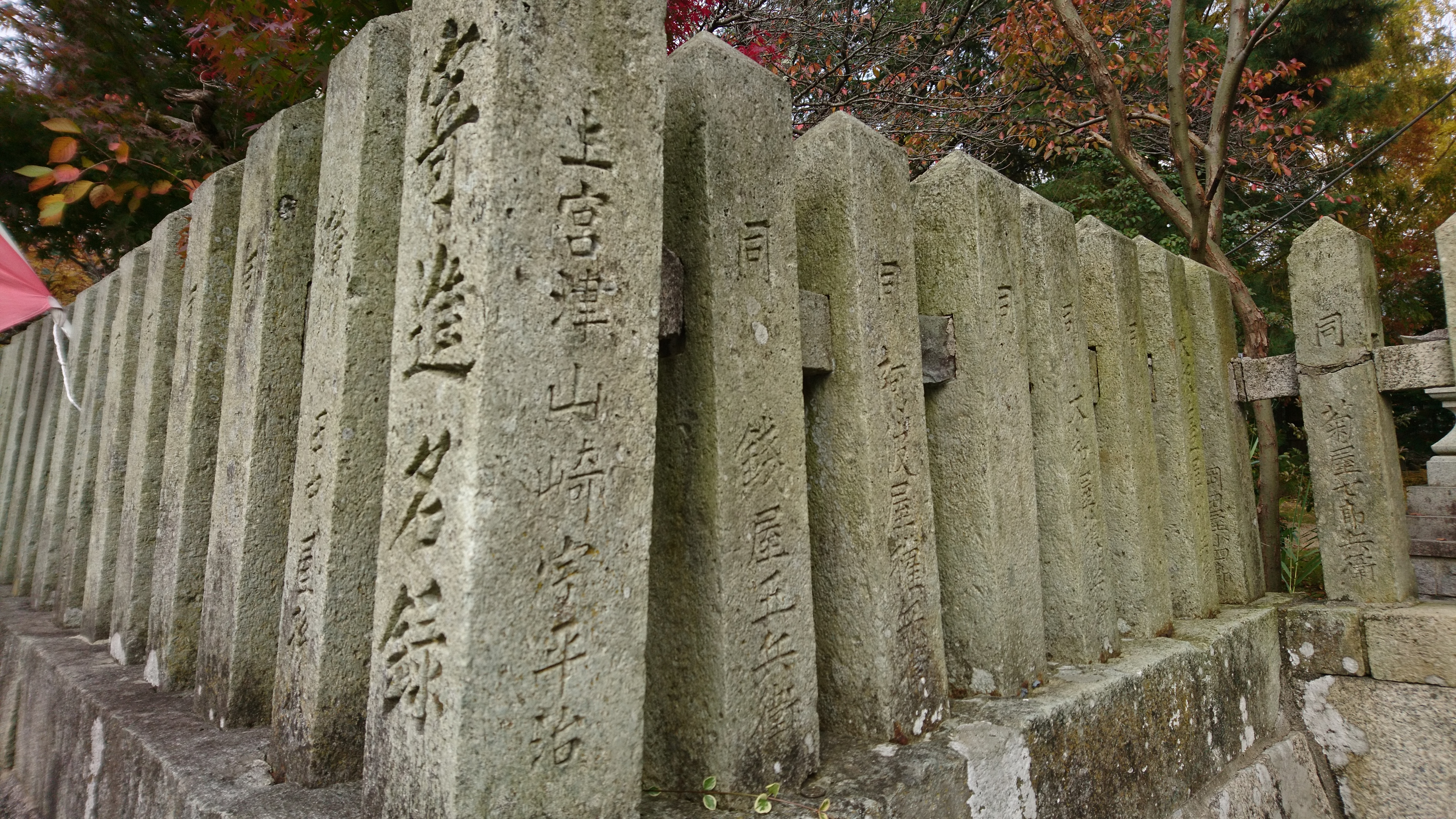
境内を囲む玉垣には、豪商・銭屋五兵衛ら、北陸から西日本一帯の寄進者の名が刻まれている

1600年（慶長5年）の関ヶ原の戦いの直前、細川忠興の留守を大阪方から突かれないように、丹後に残っていた細川氏の一族が田辺に集結し籠城した。その際、宮津の漁師たちが船を出し、細川氏の一門や家臣、食糧などを田辺に送り届けている。その褒美として、宮津の漁師は、細川氏から宮津湾で自由に漁ができる特権を授かり、その一人である漁師の勘左衛門は、自宅から櫓や櫂を抱えて楽に浜に出られる道を拝領した。この小路を「勘左衛門小路」といい、和貴宮神社の裏から海まで通じている。
京極氏以前は、宮津町（みやづまち）を「市場」と称し、漁師村とかじ村の2村が海辺に連なっていたと伝承されている。『丹後旧事記』には「分の宮 有宮津市場東渚」と記録されており、社が市場の東域に所在したことがわかる。1603年（慶長7年）の宮津下村検地帳に「わきの宮」と記載されており、社は、漁師や職人らの産土神として祀られたものと考えられている。伊勢外宮の御檀家帳によると、宮津市場は16世紀前半にはすでに開かれており、当地には宮津谷城主の小倉氏の旗下にあった千賀氏がいて、「宮津えのしま」も開いていたという。1703年（元禄16年）の宮津町を描いた古地図によると、和貴宮神社は「分宮」と記され、海岸沿いに魚屋町が展開する東地域の中心に位置していた。
宮津市街地は1817年（文化14年）に宮津湾の一部を埋め立てて城下町が拡張されており、社は、江戸時代は宮津城下町の職人町に面していた。
日本海沿岸部には、対馬海流によって形成された砂嘴や砂州に画された入江や内海など、天然の良港が多い。江戸時代、これらの地域を航路として展開した海運業は、江戸や上方への物資の輸送に大きな役割を果たした。宮津も近世の早い時期から藩の御用回船業が営まれており、1681年（延宝9年）には宮津町人の持船に10から300石積の船が49艘記録されている。
動力を持たない当時の帆船は天候に左右されやすかったため、船乗りや回船業者の神仏への信仰はひときわ厚く、地元のほか寄港地でも神仏に海上安全を祈願した。丹後半島でも多くの神社にその痕跡を見ることができるが、和貴宮神社もそのひとつであり、北前船の往来により参拝者の出身地域は北陸や関西の広域に及んだことが、境内を囲む玉垣に残された寄進者の名から知ることができる。表門向かって左手の玉垣には、江戸時代の著名な豪商の銭屋五兵衛の名も残されている。

## 名称
1602年（慶長7年）7月の宮津下村御検地帳に「わきの宮」と記載されていた。近世には主に分宮（わけのみや）と称した。1703年（元禄16年）の宮津町を描いた古地図や、1911年（明治44年）の宮津に暮らした青年の日記には、「分宮」と記されている。
『宮津府志』によると、古来、府中一宮籠神社の別宮で、「別の宮」と称していたのが「分けの宮」となったのが由来とされる。いつ頃か明らかでないが、近年改称し、「和貴宮」となった。1969年（昭和44年）刊行の『野田川町誌』に「分宮神社（和貴宮と改称）」と両名併記されており、近年の改称であることがうかがわれる。社について述べた書籍によると、1986年（昭和61年）3月刊行の『みやづの文化財第二集ー歴史と文化財ー』には「わきの宮」としか記されていないが、1992年（平成4年）3月刊行の『宮津の歴史散歩 細川時代の宮津』には「和貴宮神社」と記されている。
入り江にあった社ということから、江戸時代までは「江ノ島神社」とも呼ばれた。

## 境内

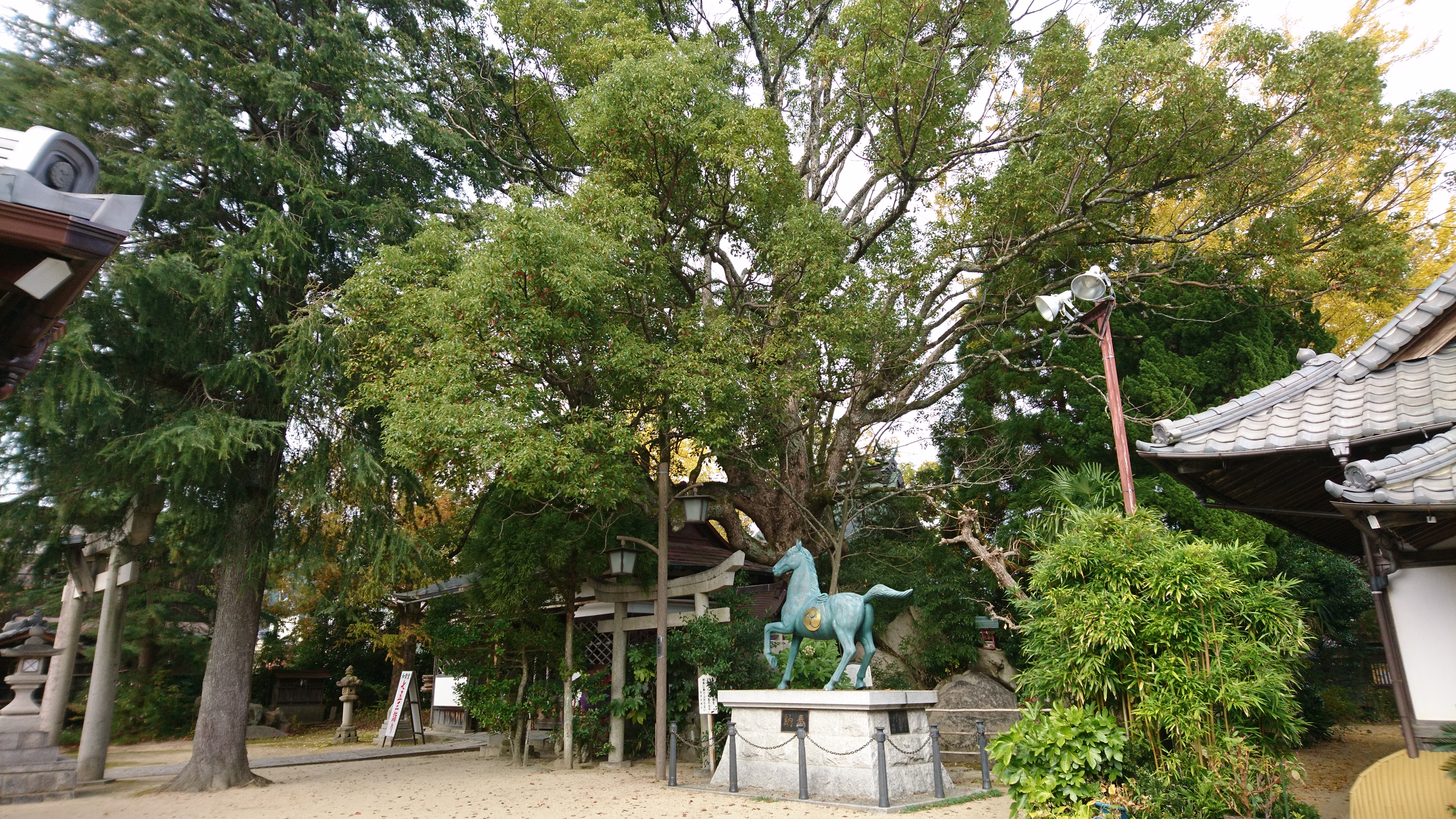
和貴宮神社の境内

本殿、拝殿、複数の境内社、神輿殿、手水舎、磐座などがある。境内社には恵美須社、弥智俣宮が独立してあるほか、勲宮、秋葉社、永代宮が合社されている。
拝殿の東に、かつて海中にあったとされる巨石が残り、「水越岩（みずこしいわ）」あるいは「波越巌（なみこしいわ）」と称する。太古から神が降りる磐座として祀られたものと考えられており、神社の依り代とされている。

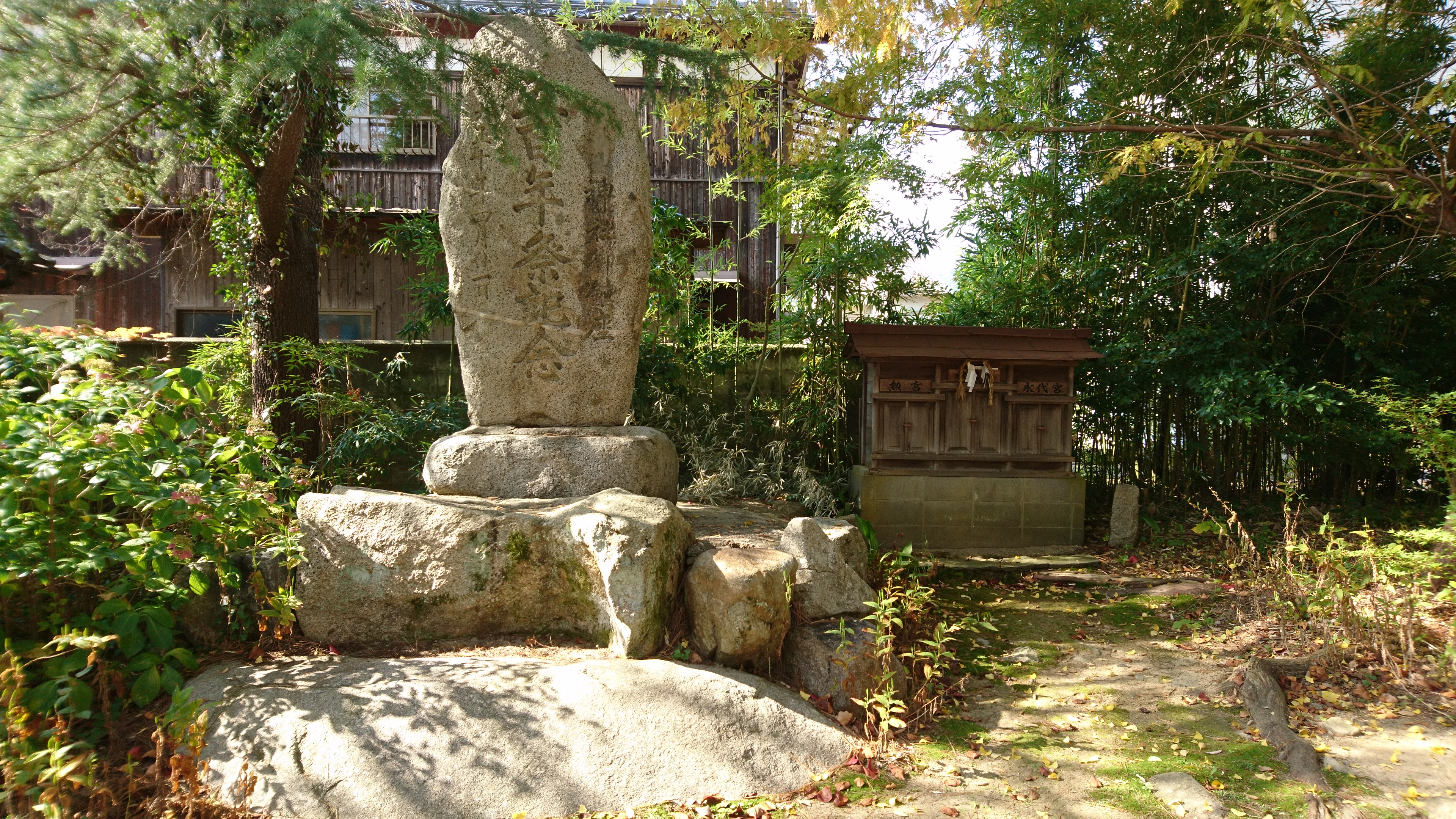
500年記念碑（大正期）及び合社
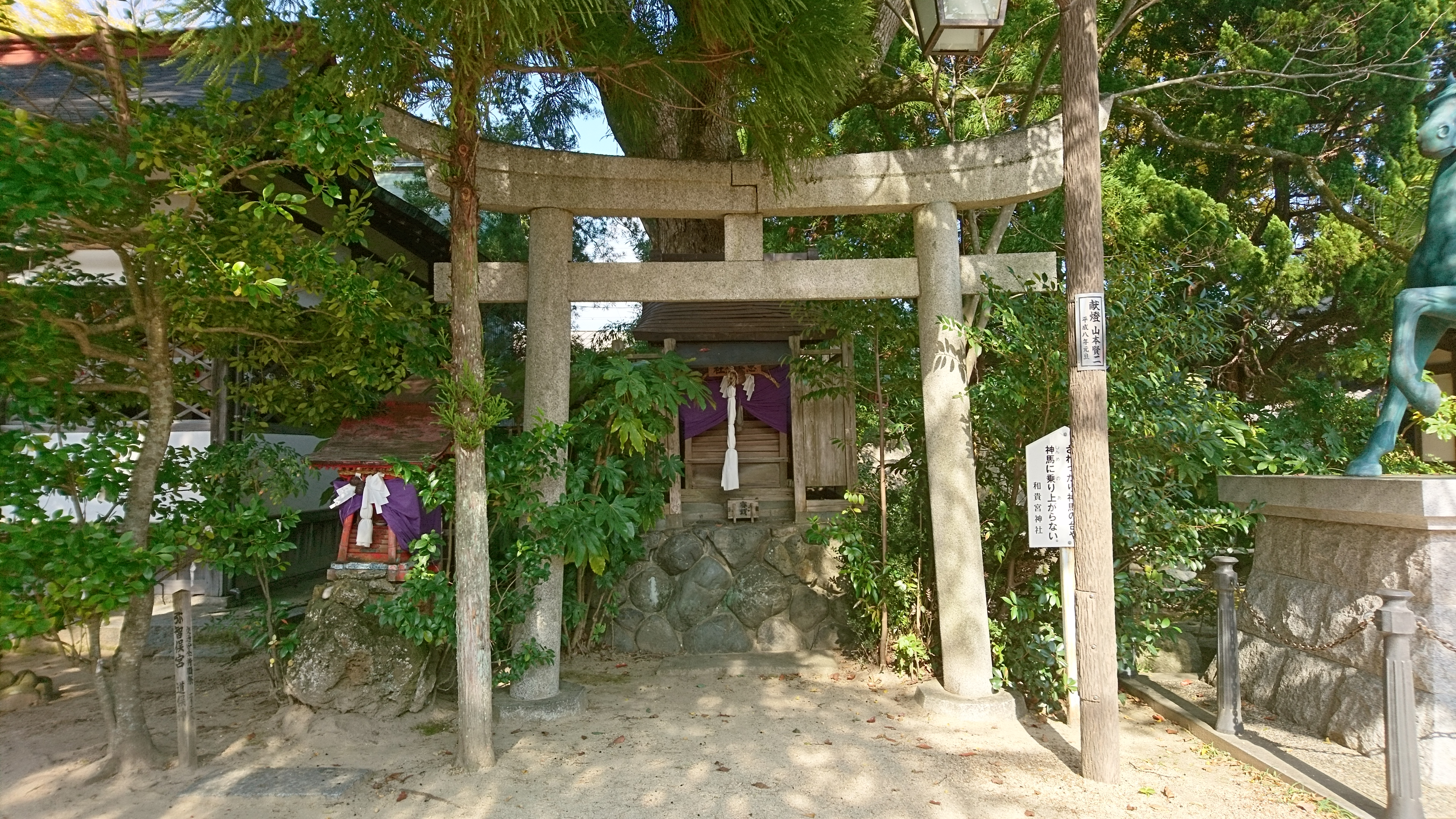
境内社
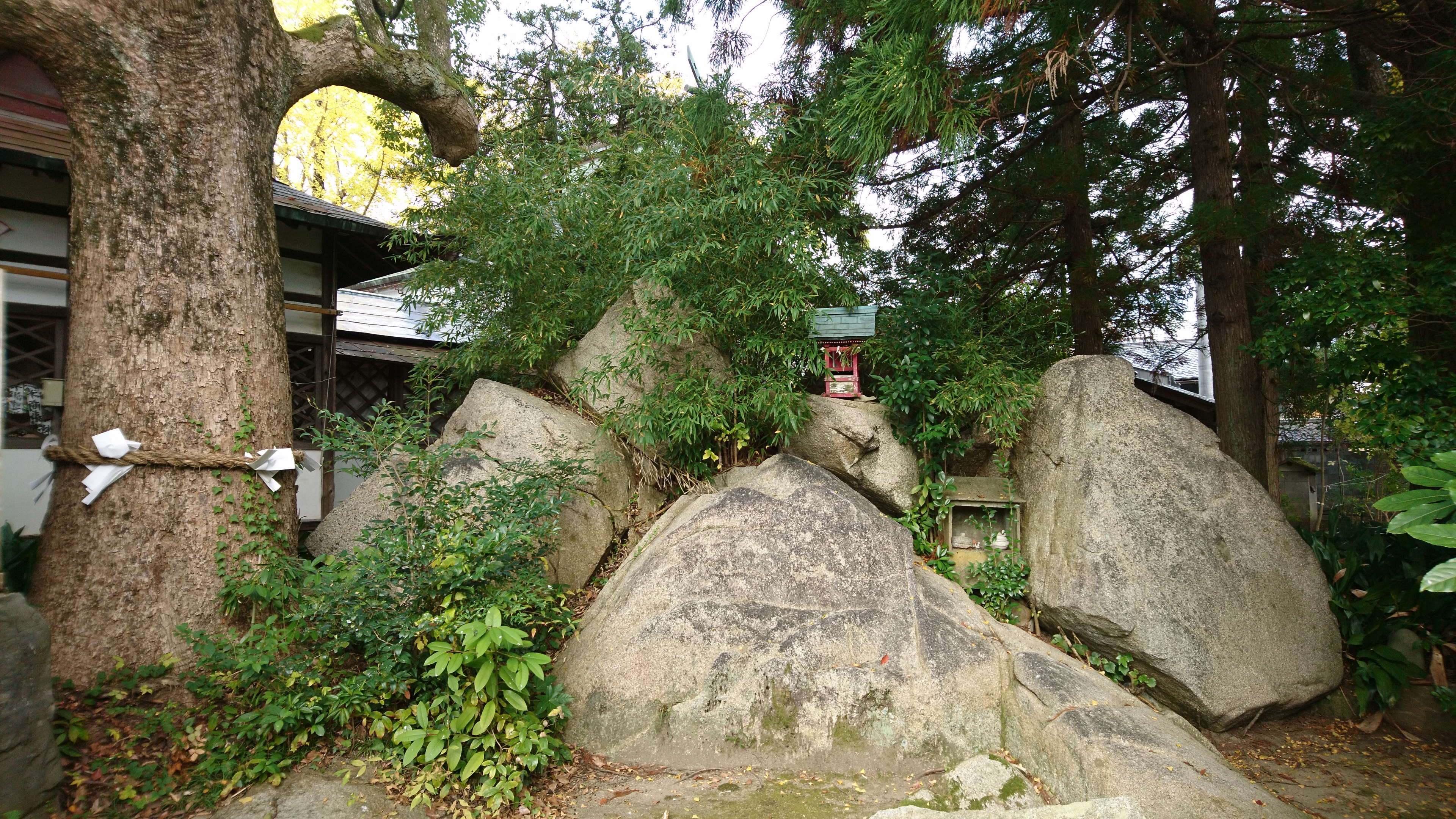
神の依り代と伝えられる水越岩（波越巌）
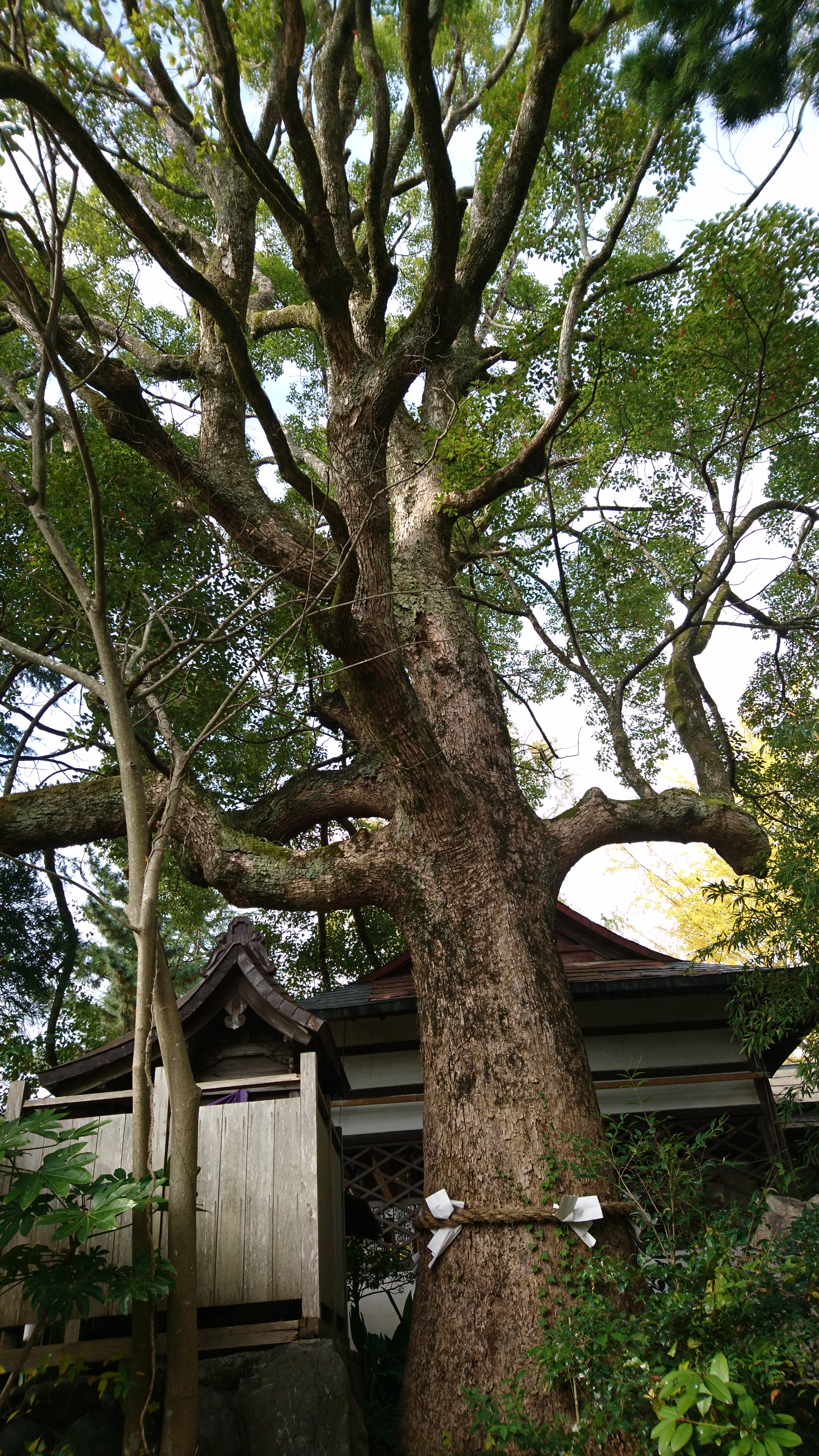
神木
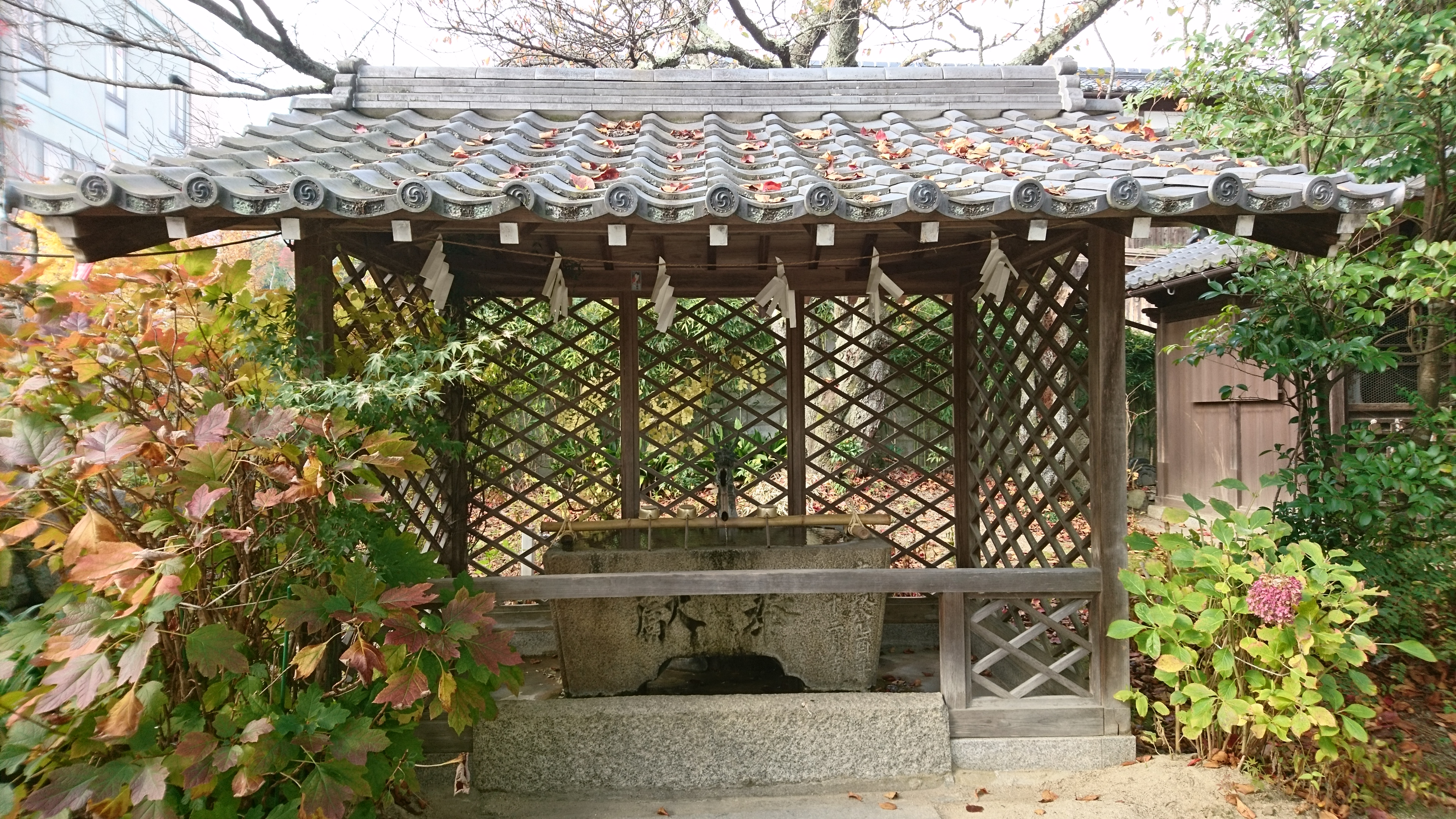
手水舎
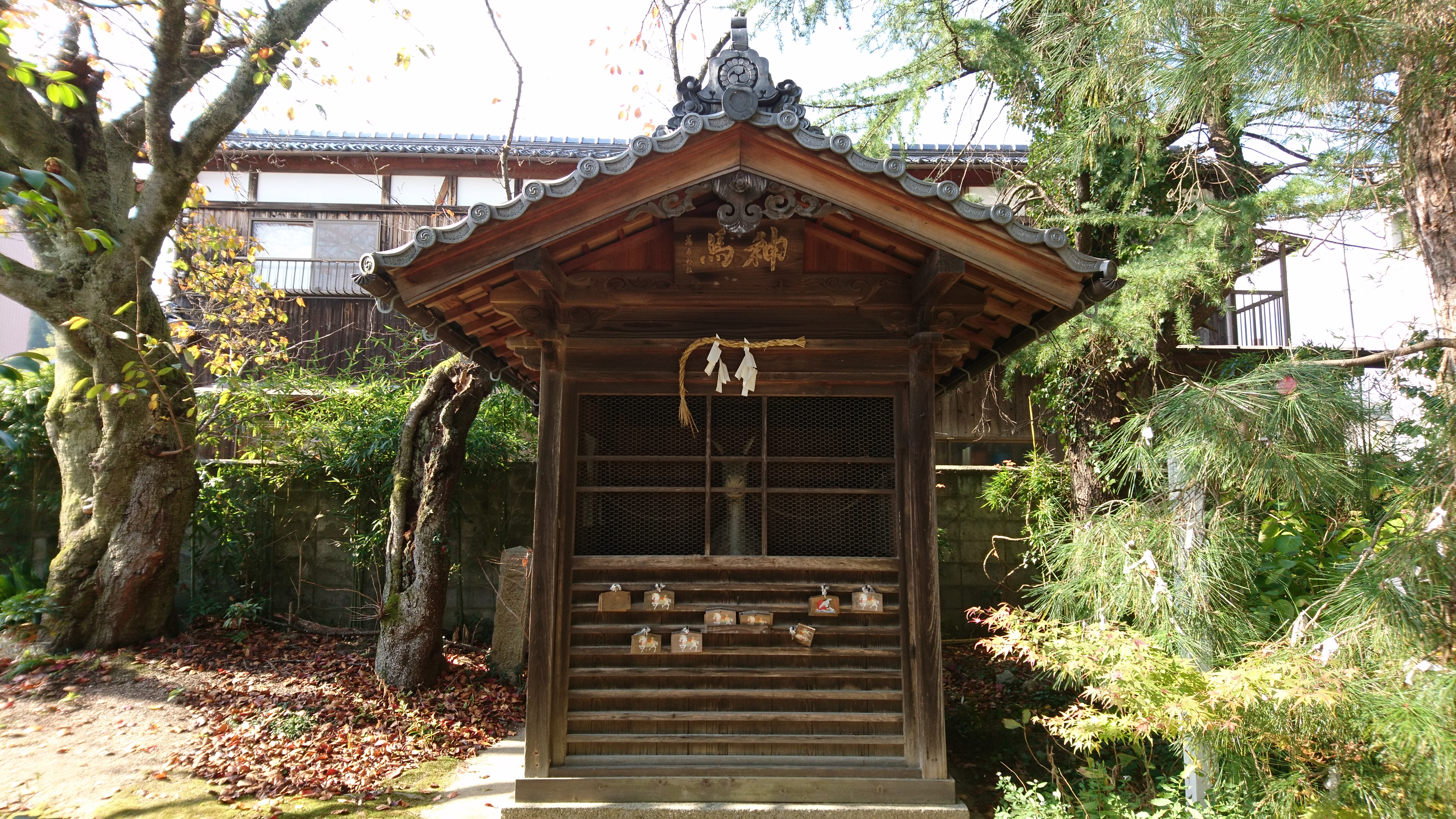
絵馬舎
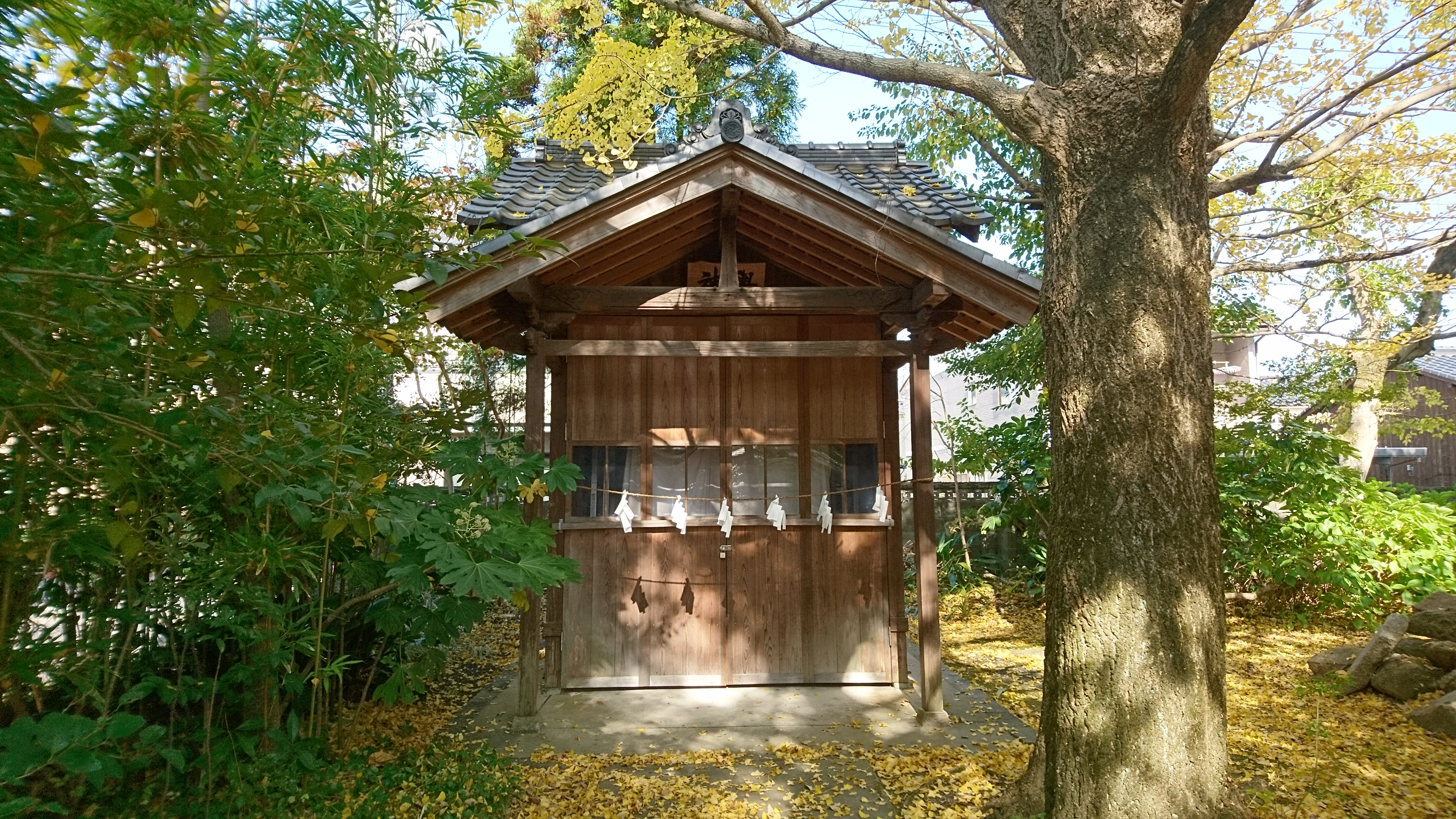
神輿殿

### 本殿

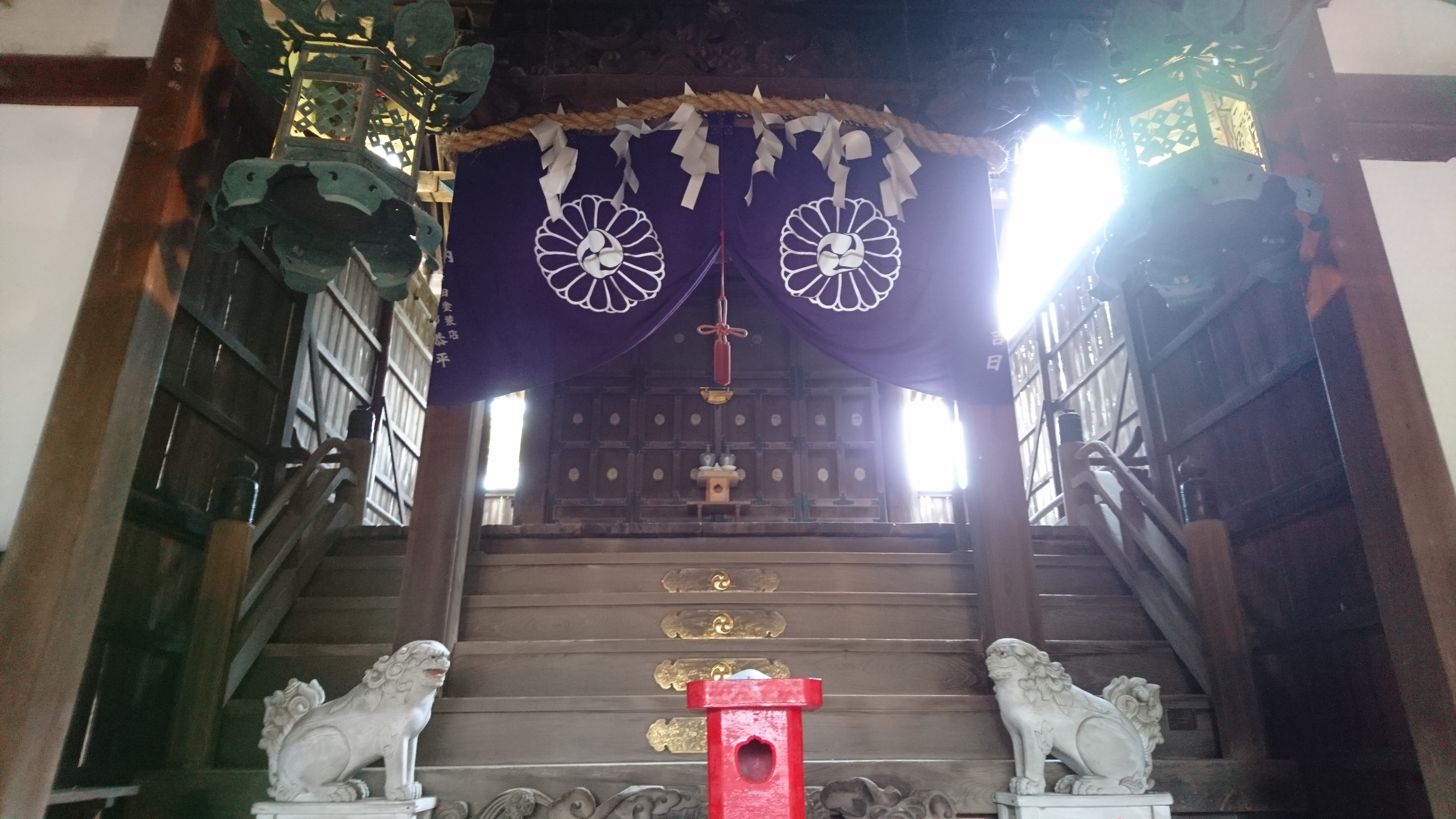
和貴宮神社本殿

現在の本殿は、1807年（文化4年）に職人町の清水清助以下13名の造営によるもので、富田弥四郎が後見を務めた。造営の主体は町人の講中や町世話人ら町人によるもので、棟札には44名の名が列記されているが、正徳・文化年間の造営では、藩主の援助もあったことが記されている。小規模な一間社流造、銅板葺。妻の中央に亀に乗った翁や雲に鶴の彫物。向拝の中央に波と竜の大型の彫物を飾り、木鼻は象と獅子を飾る。向拝虹梁受にブドウを籠彫りに用いる。身舎とは海老虹梁で繋がり、花鳥の籠彫りによる手挟が加えられている。これら彫物はいずれも手が込んだ凝った装飾で、城下町の町人の社のにぎやかな趣があり、籠彫りを多用することがこの本殿の特徴のひとつに数えられる。

### 拝殿
拝殿は、1820年（文政3年）の棟札が残り、こちらにも多くの町人の名が刻まれている。桁行8.7メートル、梁間4.8メートルの入母屋造で、銅板葺。角柱の簡素な造りで、正面には虹梁が入り、背面に突出部が付属する。
拝殿内側に、横山華山・松川龍椿の二人の都の絵師による絵馬がある。横山華山の作品は「五条大橋牛若弁慶図絵馬」（文政3年（1820年））で牛若丸と弁慶の場面をとらえた作品が残されている。松川龍椿の作品は「趙雲図絵馬」（文化10年（1813年））がある。この絵馬は松川龍椿、最初期のものとされ、宮津に多数の作品を残している。複数の都の画家が宮津に足跡を残していることが確認できる。
拝殿前の狛犬は、1718年（享保3年）に建立され、年代が明らかなものとしては京都府内で最古の狛犬であると記す書籍もあるが、京都府立丹後郷土資料館が保管する京丹後市の指定文化財、高森神社の狛犬が1355年（文和4年）の作であることが判明しているので、この記述は誤りである。 

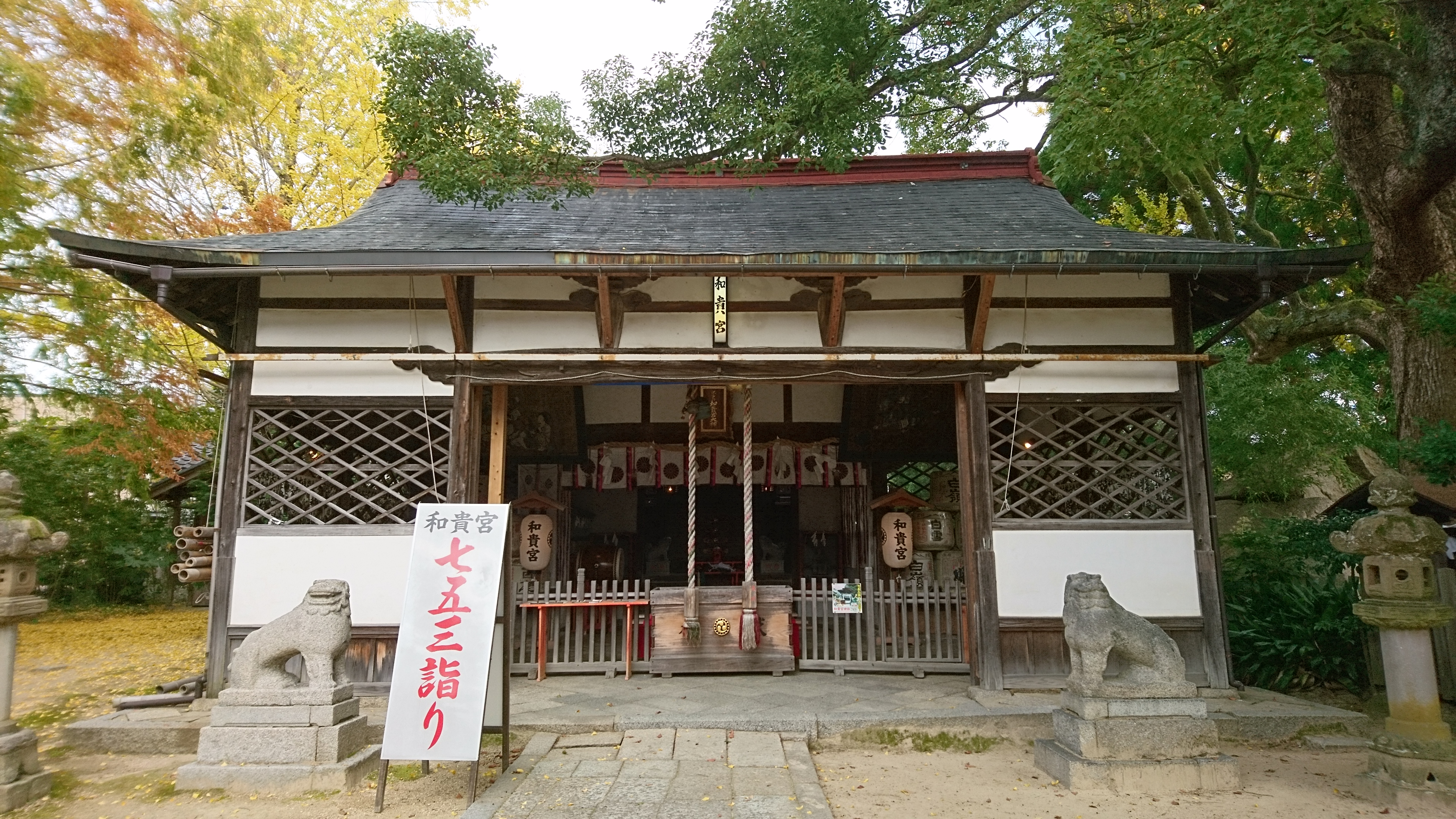
拝殿
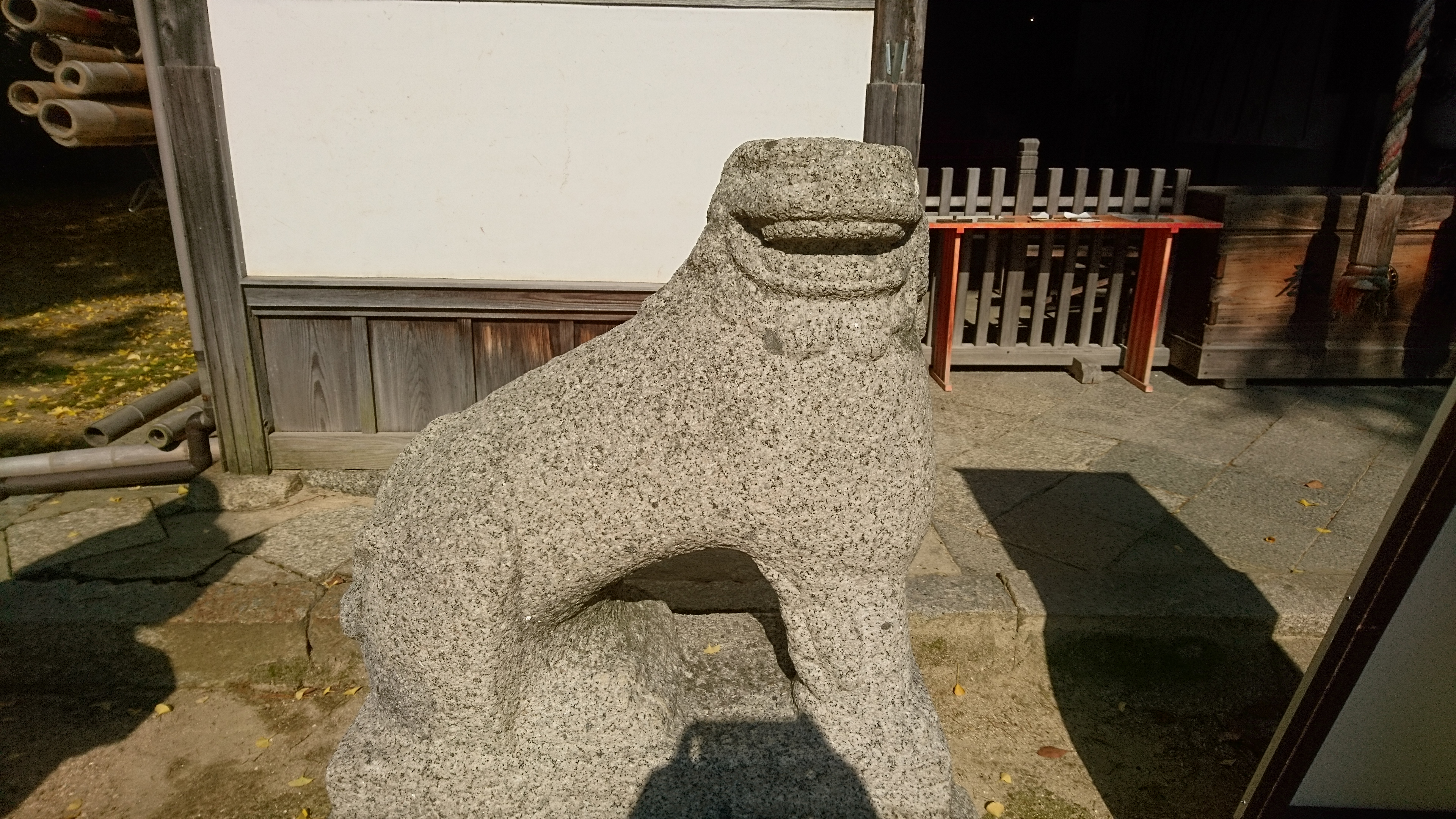
年代が明らかなものでは宮津市最古の狛犬の阿
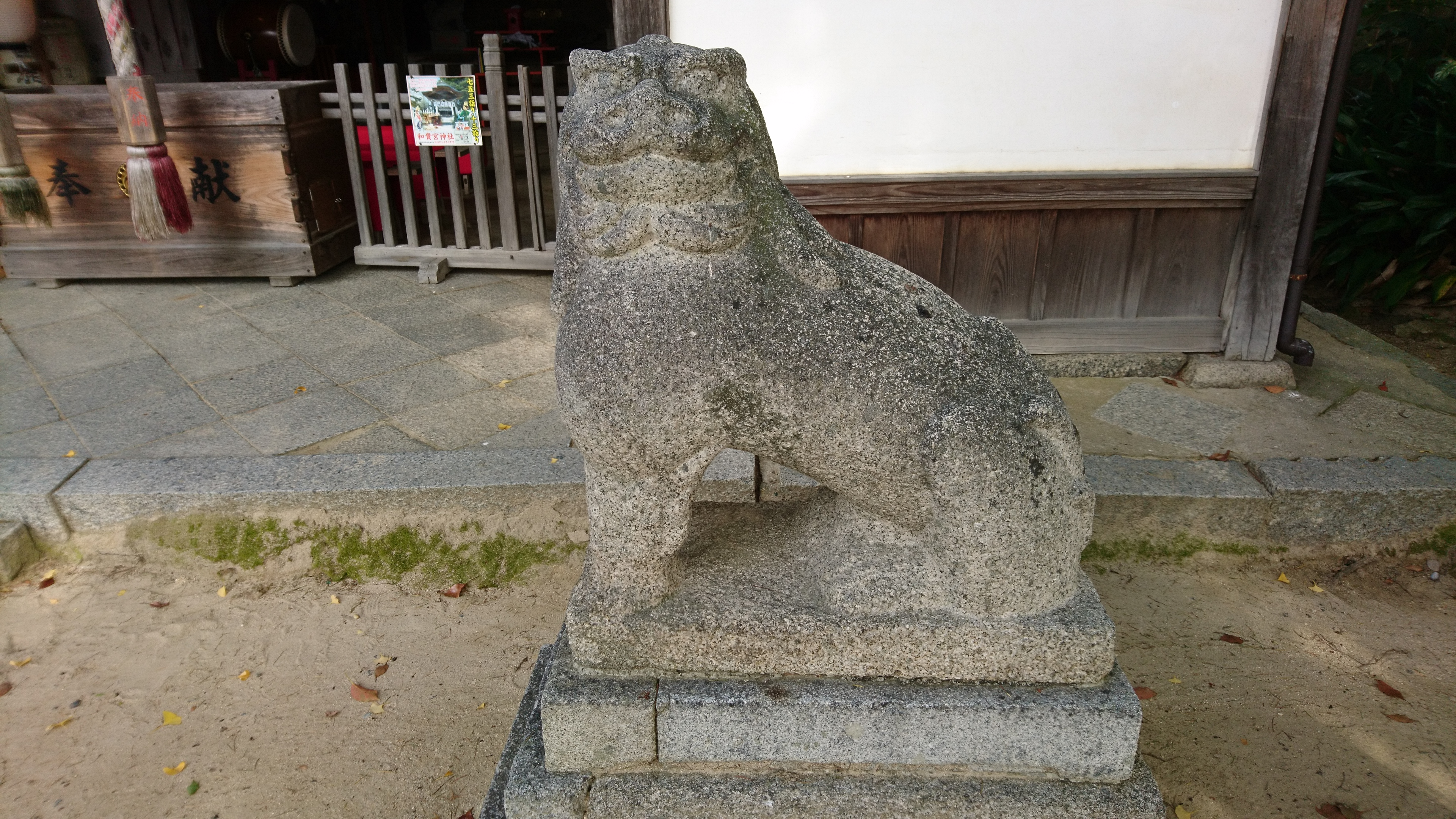
年代が明らかなものでは宮津市最古の狛犬の吽
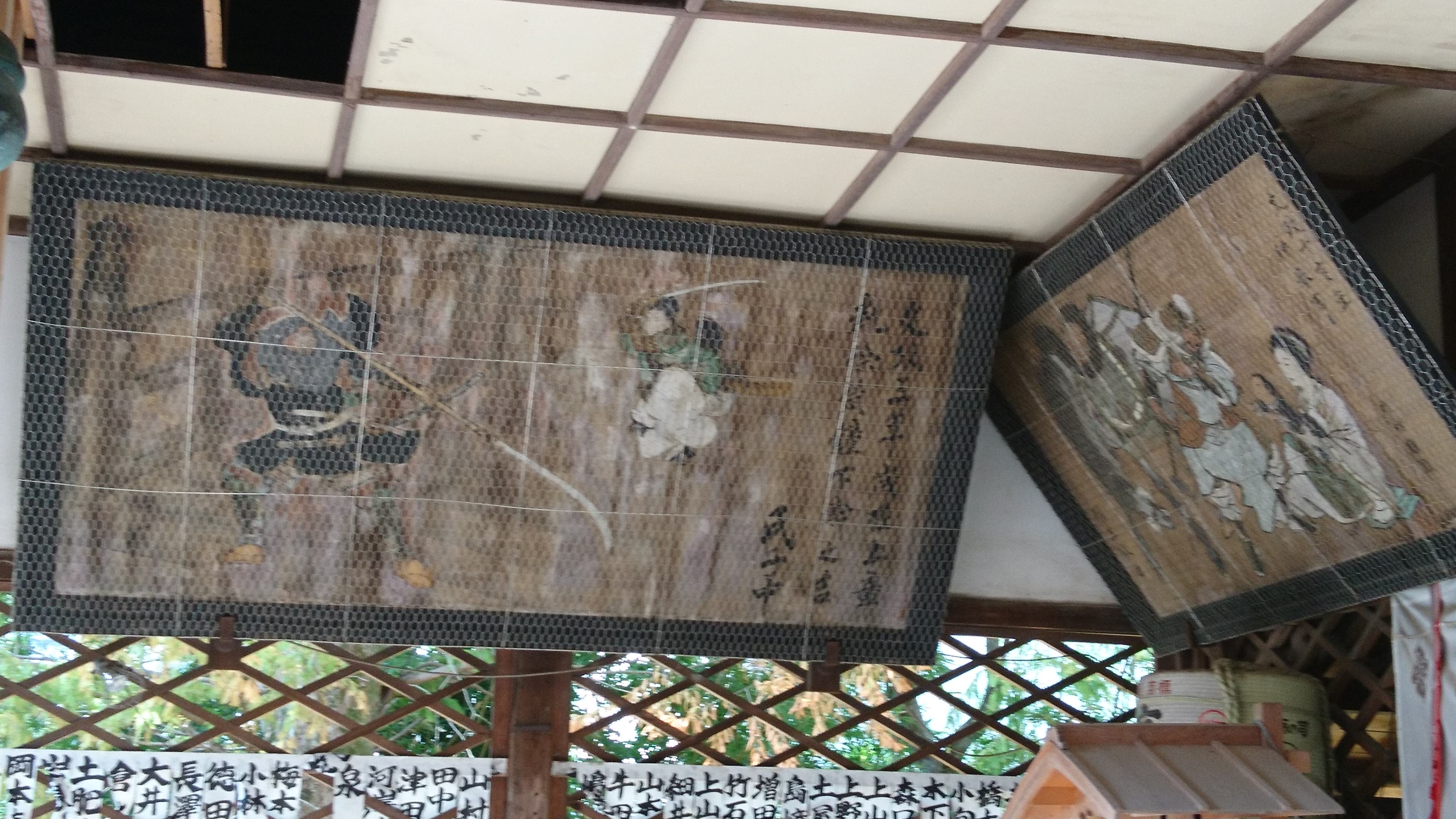
拝殿の大絵馬

### 表門

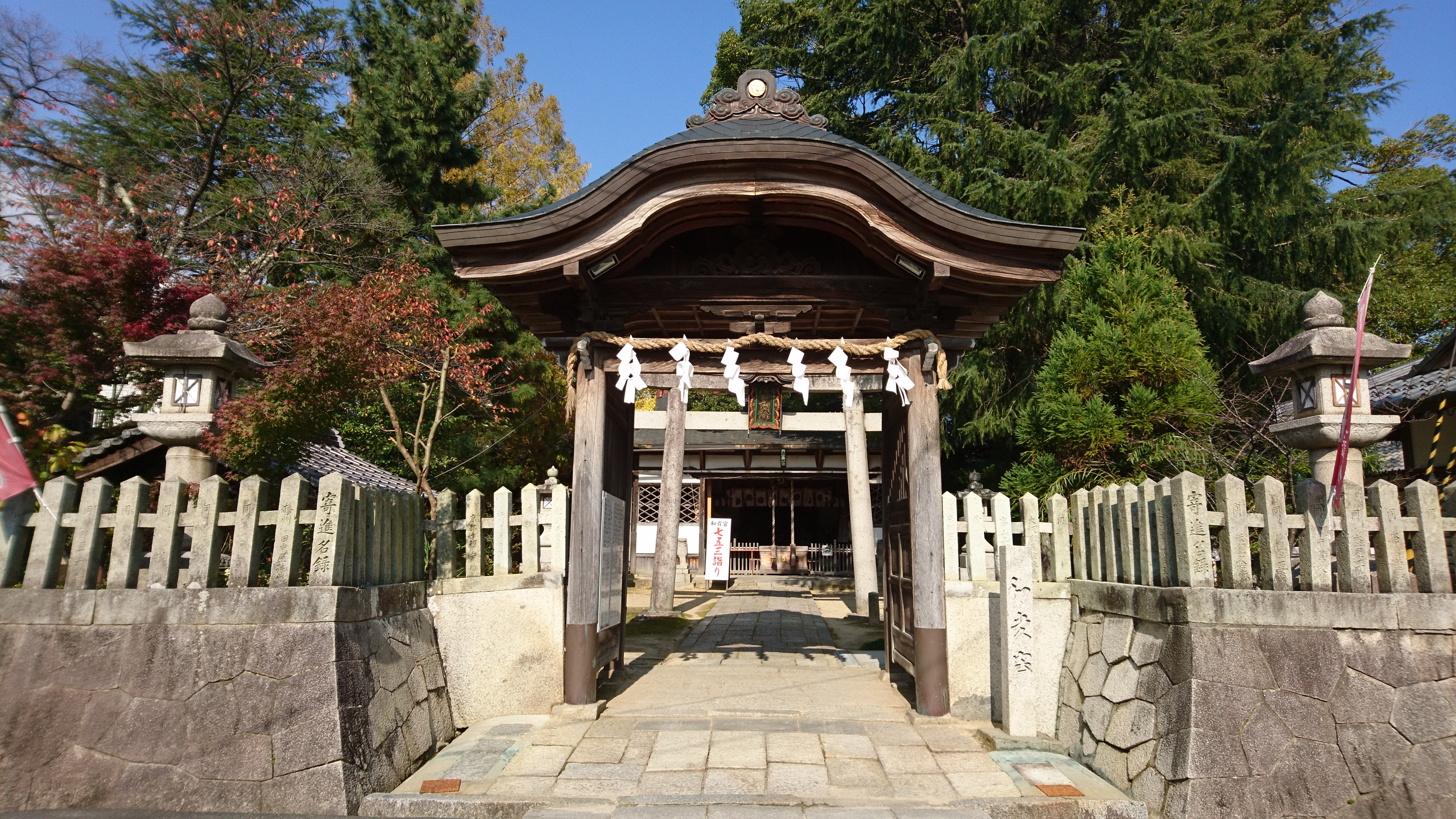
表門

桧皮葺の屋根をもつ一間一戸の向唐門で、19世紀前半頃の造営とみられている。宮津地域では神社に向唐門が据えられているのは珍しく、正面にある虹梁上の幕股の中央に三つ巴を刻み、若葉と渦が三つ巴を囲むように描かれている。

## 祭祀と氏子
宮津の氏子は、東西の地区で別々の氏神をもつ。東地区の氏神が和貴宮神社で、西地区の氏神は山王宮日吉神社である。
1676年（延宝4年）の記録によると、かつての氏子は京街道から東堀川付近を境に東西に分かれ、分宮（和貴宮神社）は田町と紺屋町を氏子とした。分宮は、江戸時代には宮津藩の国祭りとされた山王宮日吉神社の祭礼に曳山（芸屋台）や神楽の奉仕などで参加したものの、独自の祭礼は行っていなかったと考えられている。
1827年（文政10年）に、西堀川を境に東西に分かれるよう氏子区域が改められ、職人町（宮本町）、万町、本町、魚屋町が、分宮の氏子に加わった。この氏子範囲の改定により、山王宮日吉神社の例祭「山王祭」で、漁師町によって行われている浮太鼓が伝承された。1861年（文久元年）に、宮津藩から神輿を許され、初めて城内に入った記録が残されている。
分宮の例祭は9月11日に行われる秋祭で、東祭とも称され、第二次世界大戦後、5月15日に移行したと伝えられるが、明治期の町人・戸祭乗泰の日記には、明治時代末期には春5月にも祭りが執り行われていた様子を次のように伝えており、春秋2度の祭礼を行っていた時期もあることがわかる。
戸祭乗泰の日記には、「赤飯を食ひ、八時出勤。日没後神輿の渡御を拝し、太鼓を送る。父と町へ出て屋台を見、十一時帰宅（明治44年5月15日）」とも記されており、1911年（明治44年）は5月15日に祭礼が行われていたことがわかるが、これが分宮の春の例祭の一部であるのか、西の山王宮日吉神社の例祭のことであるのかは不明である。
現在の和貴宮神社の例祭は毎年5月13日から15日にかけて行われており、同時期に山王宮日吉神社で行われる山王祭とともに、宮津祭と称する。
和貴宮神社の宮津祭は宮本・万町・本町・魚屋・新浜の5町で行われ、各町が1年ごとの輪番制で神輿、神楽、浮太鼓を担当する。最終日15日の祭礼では、本宮祭、神幸祭、神楽の奉納に続いて、浮太鼓が「送り太鼓」を打ち鳴らし、神輿が町内を巡行する。神輿は台車を用いず、約150名の担ぎ手が3交代制で担いでの巡行する。巡行では先太鼓を先頭に鈴や法螺貝などの鳴り物が到来を知らせ、「ヨイサーヨイサー」の掛け声にあわせて神輿が運ばれる。目的地について神輿を台に置く際には、「ヨイサノ、ヨイサノ、ヨー」で締めくくる。出発の際には「おたち〜」「肩入れ〜」の掛け声に合わせて神輿を担ぐ。現在の神輿は2006年（平成18年）に新調された。
神輿の巡行と別に、神楽と子供神輿もそれぞれ町内を巡行する。御旅所は宮津市役所となっており、市役所前では神事も行われる。神楽は伊勢太神楽系の獅子神楽で、現在では氏子が演じるように移行しているが、かつては演者を雇うのが慣習であり、福井県の武生から太神楽の一座が招かれていた。

## 現地情報

### 所在地
京都府宮津市宮本428

### 交通アクセス
- 京都丹後鉄道宮福線宮津駅より徒歩約10分[30]。
- 丹後海陸交通「市役所前」（宮津市）バス停より徒歩約2分。「京街道」及び「キセンバ港館（宮津桟橋）」バス停より徒歩5分。[31]
- 最寄り駐車場 宮津シーサイドマートミップル駐車場より徒歩約4分。[31]

### 周辺
- カトリック宮津教会……1896年（明治29年）建造。現在も教会として使用されている木造建造物としては日本最古とされる。
- 宮本会館……1929年（昭和4年）建築の集会所。外壁は鎧下見を張り、屋根は切妻、妻面を櫛形にくぼめる珍しい手法が現存している。
- 大村邸跡（長屋門）……宮津藩の藩医、小谷仙庵の居住した住居跡。
- 桜山天満宮
- 今林家住宅……かつての糸問屋で、旧宮津城下を代表する町家建築のひとつとされる登録有形文化財（建造物）。
- 茶六本館……享保年間（1716年 - 1736年）創業の木造3階建ての旅館。登録有形文化財（建造物）。
- 宮津市役所庁舎
- 宮津市立宮津小学校……かつての宮津藩藩校礼譲館（文武館）及び天橋義塾の跡地に建つ。